# Ryszard Rembiszewski
Ryszard Jan Rembiszewski (ur. 7 maja 1947 w Sławnie) – polski aktor, prezenter radiowy i telewizyjny, konferansjer, lektor i wodzirej.

## Życiorys
Z wykształcenia filolog polski ze specjalnością teatralną. Członek Związku Artystów Scen Polskich, wiceprzewodniczący Sekcji Estrady.
Pracę artystyczną rozpoczął od Polskiego Radia, w którym pracował jako spiker. Następnie trafił do telewizji, gdzie początkowo był lektorem programów publicystycznych i kulturalnych. Na popularności zyskał również jako prowadzący program telewizyjny Koncert życzeń na przełomie lat 80. i 90. XX w. W latach 90. był lektorem programu pierwszego Telewizji Polskiej. Z czasem został także prezenterem Telewizyjnego Kuriera Mazowieckiego, Magazynu Muzycznego Rezonans i teleturnieju Start. W maju 1991 komentował dla polskich widzów transmisję z Konkursu Piosenki Eurowizji.
Od 1972 pracuje jako lektor. Nagrał multimedialną książkę kucharską pt. Kuchnia polska – najlepsze przepisy.
Największą popularność zyskał jako prowadzący program Studio Lotto (losowania Totalizatora Sportowego), które prowadził przez ćwierć wieku (w latach 1983–2008), początkowo w TVP, a następnie w Polsacie. Dzięki tej roli zyskał przydomki „Pan Totolotek” i „Pan Lotto”. Od września 2013 do czerwca 2016 prowadził audycję Pogodna prognoza kultury w programie Świat się kręci w TVP1. W marcu 2014 został ambasadorem firmy Lottoland.
Gościł w wielu programach telewizyjnych: Świadectwo dojrzałości, Dzień dobry TVN, Kawa czy herbata?, Między nami, Minęła 20 i Zabawy językiem polskim, a także w audycjach I i III Programu Polskiego Radia, Polskiego Radia RDC, Tok FM, RMF FM, Radia Zet, Antyradia i Vox FM.
Uczestniczył w wieczorach poetyckich poświęconych Janowi Pawłowi II – kościół środowisk twórczych. Wystąpił w reklamach loterii „Milion za SMS” i w reklamach ubezpieczenia „Moi Bliscy” (2009)).
Od września 2016 jest sympatykiem działań artystycznych niezależnej grupy Teatr Szparka, z którą występuje w spektaklu muzycznym Dziurka w eterycznym ciałku, na podstawie dramatu Wariat i zakonnica Stanisława Ignacego Witkiewicza, w roli prof. Ernesta Walldorffa.
Od sierpnia 2019 współprowadzi program TV Okazje Extra w TV Okazje.

## Filmografia
Aktor
- 1968: Przekładaniec (reż. Andrzej Wajda)
- 1969: Polowanie na muchy (reż. A. Wajda)
- 1991: Kuchnia polska (reż. Jacek Bromski)
- 1999: Świat według Kiepskich – odc. 16 „Wio!” (reż. Okił Khamidow)
- 2012: Kac Wawa[10] (reż. Łukasz Karwowski)

Lektor
- 1991: Teatr i polityka. Dziady 1967/68
- 1991: Siermiężna muza – wokół teatru okresu socrealizmu

## Teatr
- 2005: Jubileusz Ireny Kwiatkowskiej – Ostry dyżur poetycki – Teatr Narodowy.
- Pamiętajmy o Katyniu – Teatr Roma
- 2016: Dziurka w eterycznym ciałku – przedstawienie muzyczne na podstawie dramatu Wariat i zakonnica (jako prof. Ernest Walldorff)- Teatr Szparka

## Festiwale
- Festiwal im. Jana Kiepury w Krynicy
- Międzynarodowy Festiwal Akordeonowy – Filharmonia Białostocka
- Wieczór galowy XIII Festiwalu Muzyczne Dni Drozdowo-Łomża
- Międzynarodowy Festiwal Folklorystyczny – Płock
- Festiwal Operowo- Operetkowy na Mazowszu
- III Europejski Młodzieżowy Festiwal Muzyczny „Gloria”

## Imprezy i koncerty
- Miss Polonia International – Wiedeń 2003
- Podwieczorek przy mikrofonie
- Jesień radość niesie – Sala Kongresowa- wielokrotnie
- Kabaret Filip z konopi
- Wybory Miss Mazowsza
- Wybory Miss Polonia (juror)
- Wybory Miss Polski
- Polska Izba Komunikacji Elektronicznej – kilkakrotnie
- Jajeczko 2005 – Centrum Olimpijskie
- Gwiazdorskie Andrzejki – Hotel Mercure
- Mikołajki z Gwiazdami
- Medialne metamorfozy – hotel Marriott
- Walentynki – Scena 2000
- Targi ZŁOTO SREBRO CZAS – wielokrotnie
- Koncerty w ramach Światowego Dnia Walki z AIDS – pod patronatem Pani Jolanty Kwaśniewskiej – Filharmonia Narodowa, Klub „Quo vadis”
- Koncerty muzyczne w Filharmonii Narodowej
- Koncerty poetyckie Grażyny Kowalskiej (wielokrotnie) m.in. w Pałacu Porczyńskich im Jana Pawła II, Łazienkach Królewskich, synagodze w Krakowie.
- Festiwal Kultury Żydowskiej – „Kuchnia żydowska” – 2005
- Cykliczne imprezy Europejskiego Forum Właścicielek Firm związane z przyznaniem tytułu „Kobieta Wybitna”
- Urodziny divy – Hotel Hilton – 2007
- Wielka Gala Sylwestrowa 2008
- Spotkania artystyczne „Czerwcowy Ogród Sztuki” (kilkakrotnie)
- Gala operetkowa Grażyny Brodzińskiej
- Koncert UK Legends/ Smokie i Rico Sanchez Gipsy King

## Pokazy Mody
- Pokaz Mody Plich
- Pokaz mody Agnieszki Pachałko w klubie Sena 2000
- Adam 2000 – Hotel Sheraton
- Pokaz bielizny – Targi Poznańskie
- Oskary Mody 2001
- Metamorfozy gwiazd – kilkakrotnie – Hotel Mercure, Hotel Land, Teatr Sabat, Klub Kaskada (również jako model)

## Nagrody
W 2011 roku za działalność charytatywną Ryszard Rembiszewski był nominowany w kategorii „wolontariusz” w plebiscycie „Gwiazdy Dobroczynności” organizowanym przez Newsweek i Akademię Rozwoju Filantropii.